# Зарафьян, Инна Суреновна
Инна Суреновна Зарафьян (13 июня 1928 — 24 июля 2007, Москва) — советский и российский кинооператор, заслуженный деятель искусств РСФСР (1976), кавалер ордена «Знак почёта».

## Биография
Окончила операторский факультет ВГИКа (1953, мастерская Леонида Косматова). С 1962 года — оператор-постановщик киностудии имени Горького. Сняла более 30 художественных фильмов, в том числе такие популярные фильмы, как «Король-Олень», «Волшебник Изумрудного города», «С любимыми не расставайтесь».
Работала с известными режиссёрами — Яковом Сегелем, Марком Донским, Юрием Егоровым, Павлом Арсеновым и другими.
Скончалась на 80-м году жизни 24 июля 2007 года. Урна с прахом захоронена в колумбарии Ваганьковского кладбища.

## Фильмография
- Судьба барабанщика (1955)
- Дружок (1958)
- Когда деревья были большими (1961)
- Течёт Волга (1962)
- При исполнении служебных обязанностей (1963)
- Серая болезнь (1966)
- Не самый удачный день (1966)
- Разбудите Мухина! (1967)
- Король-олень (1969)
- Две улыбки (1970)
- Надежда (1973)
- Жребий (1974)
- Горожане (1975)
- Несовершеннолетние (1976)
- Плата за истину (1978)
- С любимыми не расставайтесь (1980)
- Владивосток, год 1918 (1982)
- День командира дивизии (1983)
- Солнце в кармане (1984)
- Осторожно, Василёк! (1985)
- Алый камень (1986)
- Кувырок через голову (1987)
- Двое и одна (1988)
- Папашка и мэм (1990)
- Щен из созвездия Гончих Псов (1991)
- Вербовщик (1991)
- Волшебник Изумрудного города (1994)

## Семья
Муж — писатель Владимир Николаевич Жуков (1928—1982)